# Dieu bouche-trou
Le concept du « dieu bouche-trou » ou « dieu des lacunes » consiste à faire appel au divin pour expliquer les lacunes des théories scientifiques.
Ce concept a été inventé par Friedrich Nietzsche dans Ainsi parlait Zarathoustra au sein d'un chapitre de sa deuxième partie intitulée ''Des prêtres'". Pour Nietzsche, Dieu n'est qu'une invention religieuse qui permet de combler les lacunes morales et rationnelles de l'homme, mais cette attitude n'est que le miroir de leur folie pour Nietzsche : "L’esprit de ces sauveurs était fait de trous ; mais dans chaque trou ils avaient placé leur folie, leur bouche-trou qu’ils ont appelé Dieu.".

## Lacunes laissées par la science
La notion de complexité irréductible, avancée par les tenants du dessein intelligent et selon laquelle certains organismes, dont le flagellum bactérien, montreraient des caractéristiques de complexité que la science ne saurait expliquer, est un exemple de dieu bouche-trou.

« Fonder une foi sur les insuffisances de la science actuelle, c'est laisser les croyants avec rien de plus qu'un dieu des lacunes [...] La solution raisonnable, même si elle est ennuyeuse, c'est de s'en tenir à l'idée que la science et la religion sont des sphères de compréhension bien différentes et qu'il est faux de chercher à expliquer ou à réfuter l'une par l'autre. »

— Article de New scientist, Royaume-Uni, mars 2003